# Nephelosia caecina
Nephelosia caecina là một loài bướm đêm thuộc phân họ Arctiinae, họ Erebidae.